# STEN
A STEN (vagy Sten géppisztoly) egy brit 9 mm-es géppisztolycsalád volt, melyet a brit és nemzetközösségi erők használtak a második világháború és a koreai háború alatt. Legfőbb jellemzőjük az egyszerű kivitelezés és az alacsony gyártási költség volt, így felkelők körében is népszerű fegyvernek számított.
A STEN szó a fegyver főtervezőinek nevéből ered, Reginald V. Shepherd őrnagy és Harold Turpin, az EN pedig az Enfield rövidítése. Az 1940-es évek folyamán több, mint 4 millió darabot gyártottak a Sten géppisztolyból.

## Történet
A Sten akkor jött létre, mikor Nagy-Britannia a német inváziótól tartott. A hadsereg fegyvereinek nagy részét elveszítette a dunkerque-i visszavonulás után, így újakra volt szükség. 1941 előtt (de még utána is) a britek annyi Thompson-géppisztolyt vásároltak az Egyesült Államoktól, amennyit csak tudtak, viszont a típussal nem igazán voltak megelégedve, valamint az ára is magas volt (70$ és 200$ között mozgott, míg a leváltására kidolgozott STEN 11$-ba került). Az 1941-es év végén az Egyesült Államok belépett a háborúba, ezzel még több Thompsonra volt szükségük, ami a helyzetet tovább rontotta. A tengelyhatalmak keltette fenyegetés elhárítására sürgősen szükség volt egy új fegyverre, így az Enfieldet megbízták egy alternatíva gyártásával.
A fegyver tervezésével R. V. Shepherd őrnagyot és Harold John Turpint bízták meg. Shepherdet nyugdíjazásából hívták vissza.
A Sten rendelkezett a Királyi Haditengerészet Lanchester géppisztolyának néhány tulajdonságával, mint például az oldalról beilleszthető tölténytárral. A Lanchester a német MP 28 másolata volt. A Lanchester gyártási filozófiája merőben eltért a STENtől, magas minőségű alapanyagokat használtak, kivitele háború előtt megszokott igényes kivitel és felületkezelés jellemezte, míg a Sten igénytelen, egyszerű kivitelben készült. A Lanchester és a Sten tárjai azonban csereszabatosak voltak (habár a Lanchester tárja hosszabb, 50 darab töltény befogadására alkalmas, míg a Stenhez kisebb, 32 töltényes tárat terveztek).
A Sten géppisztolyhoz egyszerű préselt acéllemez alkatrészeket használtak minimális hegesztéssel. A gyártási folyamat nagy részét kisebb műhelyekben is végrehajthatták, az összeszerelést pedig az Enfield végezte. A sorozatgyártás folyamán a Sten tervezetén tovább egyszerűsítettek: a legalapvetőbb változat a Mark III volt, melyet öt munkaóra alatt elkészíthettek. A legolcsóbb változatokat mindössze 47 különböző alkatrészből szerelték össze. Könnyen felismerhető egyszerű megjelenéséből (válltámasza lényegében csak egy cső) és vízszintes tárjából. A Mark I egy jobban megmunkált típus volt fa markolatokkal; a későbbi modellek sokkal spártaibbak voltak, habár az utolsó, Mark V változat, melyet az inváziós fenyegetettség után gyártottak, szigorúbb szabványok szerint készültek.
A Sten keresztülment különféle szerkezeti fejlesztésen a háború folyamán. A legtöbb változtatás a gyártási folyamat egyszerűsítése és a megbízhatóság növelése érdekében történt. Az 1942-es év végétől a Sten géppisztolyok alapjában véve igen hatásos fegyverek voltak, viszont véletlenszerű elsülések a háború alatt mindig történtek. A könnyen gyárthatóság még a németeket is inspirálta, akik a háború vége fele egy saját változatot, az MP 3008-ast fejlesztettek ki. Az izraeli függetlenségi háborúban zsidó partizánok is használták a Sten géppisztolyokat.
1953-tól a Stent a Sterling géppisztollyal váltották le, az 1960-as évekre pedig teljesen kivonták a hadrendből. A többi nemzetközösségi ország saját típusával váltotta le a Sten géppisztolyt.

## Felépítés
A Sten tömegzáras működésű fegyver, amely nyitott zárból tüzel, rögzített ütőszeggel. Felhúzáskor a zár hátsó, nyitott helyzetben marad, az elsütőbillentyű megnyomásakor a zár rugónyomás alatt előremozdul, betöltve a töltényt a tárból, majd pedig ki is lövi azt. Az alap működési elvek hasonlóak a német MP 40, a szovjet PPS–41, az amerikai M3 géppisztoly és még sok más esetében. Így ezen fegyverek képességei és hibái azonosak; egyszerűek, gyártásuk olcsó, a katonák automata fegyverrel való ellátását biztosítják, így nagyban megnövelve a gyalogság tűzerejét rövid hatótávolságon. Habár a nyitott zár és a pisztolylőszer használata nagyban csökkenti a pontosságot, a hatásos lőtávolság is csak 100 méter körül van.
Az elakadásokat különféle problémák okozhatják: előfordulhat a szegényes karbantartás miatt, de néhány probléma a Sten sajátosságaiból ered. A korom felhalmozódása a závárzatban vagy a zár útjába kerülő szennyeződés okozhat elakadást, de a szennyezett töltényűr is megakadályozza a fegyver töltését. Ha a Stennel bal kézzel a tárat markolva tüzelnek, az elősegíti a tárfoglalat elhasználódását, megváltoztatva a töltés szögét, így emiatt is elakadhat a fegyver.
Problémákat hordoz magában a Sten tárja is, amely a német MP 38 pontos másolata; ezt a döntést azért hozták, hogy a német 9 mm-es tárakat is használhassák. Ez a döntés nem volt túl szerencsés, mivel az Erma tárjainak hibáit is átvették. A tárban két oszlopban helyezkednek el a 9 mm-es töltények lépcsőzetes elrendezésben, felül pedig már csak egy oszlopot alkotnak. Míg más lépcsőzetes elrendezésű tárak esetében, mint például a Thompsonnál, a töltények mindkét oszlopból töltődnek, addig a Sten tárjainál, mint az MP 38-asnál, a töltények egy oszlopba rendeződnek. Ebből kifolyólag ha por vagy idegen anyag kerül tár felső részébe, az a fegyver töltésének elakadásához vezet.
A modern 9 mm-es tárak, mint amilyeneket a Sterling géppisztolynál alkalmaznak, ívesek és két oszlopból töltik a lövedékeket a fegyverbe, hogy elkerüljék az elakadásokat. Ha a Sten töltényei elakadnak a tárban, akkor a szokásos eljárás a következő volt: eltávolították a tárat a géppisztolyból, majd hozzáütötték a térdükhöz, ezután visszahelyezték a fegyverbe, amit újból felhúztak, így ismét működőképessé vált. A tárak könnyebb újratöltése érdekében kifejlesztettek egy tártöltő eszközt, ami később a fegyver alaptartozéka lett.
A nyitott záras tervezet kombinálva az olcsón gyárthatóságot és a kezdetleges biztosító berendezéseket hajlamossá tette a fegyvert a véletlen elsülésre, ami igen veszélyes volt. A zár hátsó pozíciójában (felhúzva) a fegyvert egy egyszerű biztosítóval lehetett biztosítani. Ha egy Stent betárazva, a zárat zárt pozíciójában leejtettek, vagy a földnek ütöttek, a zár annyira hátra tudott mozdulni, hogy visszatérve a rugónyomástól betöltsön a töltényűrbe egy lövedéket, majd elsülhetett a fegyver. Az Mk IV felhúzókarját már úgy tervezték, hogy ezt a véletlen elsülést megakadályozzák; a fegyvert a zár zárt pozíciójában is biztosítani lehetett, így lehetetlenné téve a véletlen elsülést. A fegyver elhasználódása és a biztosító esetleges hibája hatástalanná tették ezt a szerkezetet.

## Változatok
A Sten géppisztolyokat többféle alapváltozatban gyártották (habár az Mk I csak kis számban került alkalmazásra, az Mk IV-est pedig soha nem rendszeresítették), a legyártott mennyiség közel fele az Mk II változat volt. Hozzávetőleg 4,5 millió Sten géppisztoly készült a háború alatt.

### Mark I
A legelső Mk I Sten géppisztolyt Turpin sajátkezűleg készítette a perivale-i Philips Radio worksnál 1940 decembere, 1941 januárja között. Ezt a fegyvert a brit hadsereg warminsteri Infantry and Small Arms School Corps gyűjteményében őrzik.
Az első típuson kúp alakú lángrejtőt alkalmaztak, finom megmunkálással készítették. Első és hátsó pisztolymarkolata fából készült (néha acélból). A válltámasz egy kicsi cső kivitellel készült, hasonlóan a kanadai Mark II-höz. Egyedi sajátossága volt, hogy az elülső markolatot előre lehetett hajtani a könnyebb szállíthatóság érdekében. A csőburkolat meg volt hosszabbítva, egészen a lángrejtőig ért. A Mark II sorozatgyártása előtt nagyjából 100 000 darab készült ebből a változatból. A németek által zsákmányolt példányok az MP.748(e) megnevezést kapták, melyben az „e” betű az englisch rövidítése.

### Mark I*
Ez volt az Mk I első egyszerűsített változata. Az elülső pisztolymarkolatot, a faágyazást és a lángrejtőt törölték a gyártásból.

### Mark II

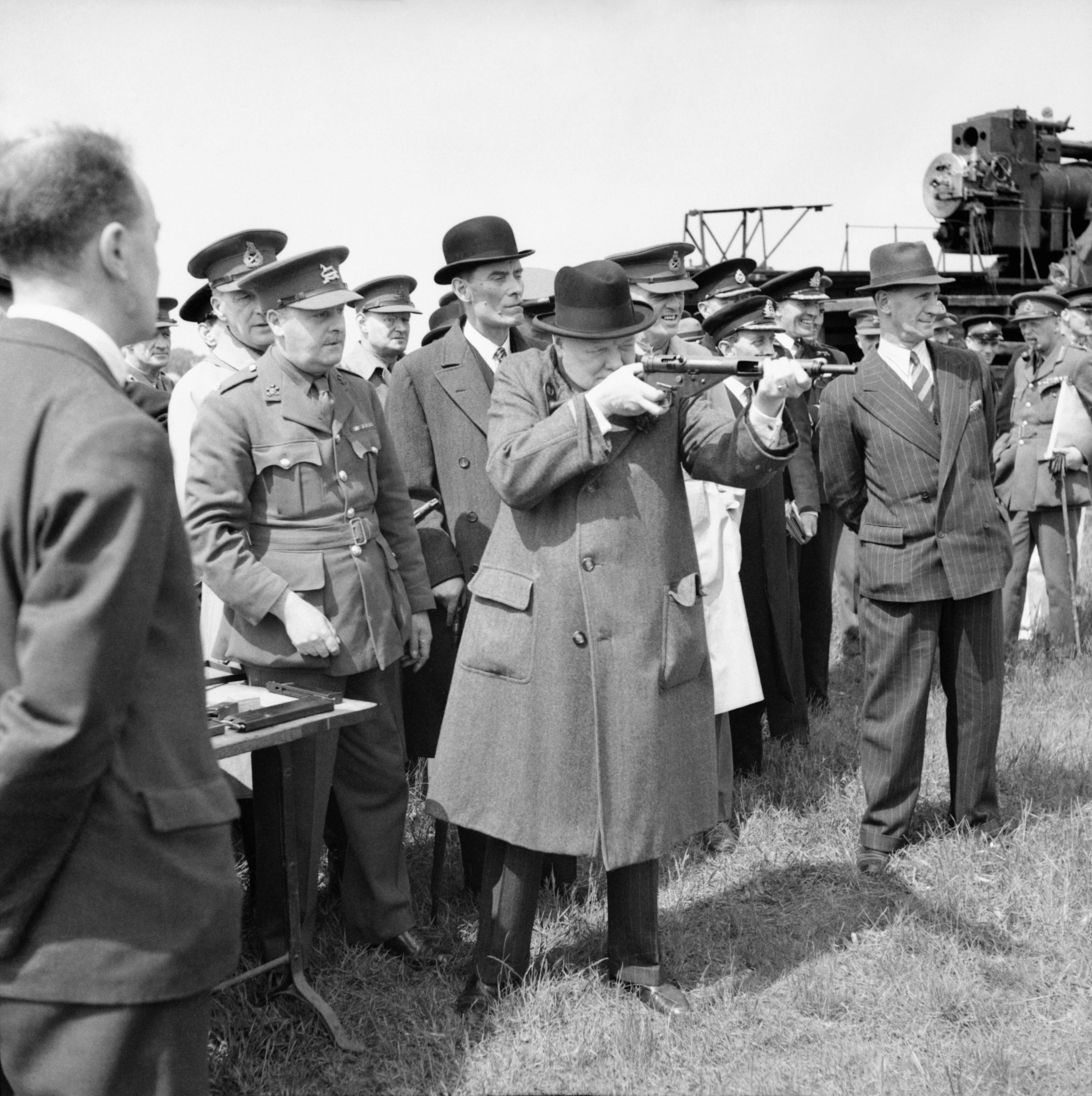
Winston Churchill egy Sten Mk II-vel Shoeburyness-nél, 1941. június 13.

A Mark II volt a leggyakoribb változat, melyből kétmillió darabot gyártottak. Kivitelében az Mk I-estől sokkal nyersebb. Nem rendelkezett lángrejtővel és pisztolymarkolattal. Fegyvercsöve 76 mm-el túlnyúlt a csőburkolaton. A csőburkolatot lerövidítették, tetejére apró lyukakat fúrtak. Egyes fegyverekhez bőrből készült csőburkolatvédőt adtak, hogy a katonák meg tudják fogni tüzelés közben. A németek MP.749(e) jelöléssel látták el a zsákmányolt fegyvereket. Néhány Mk II-est fatusával szereltek fel, amely csereszabatos volt az Mk V tusájával. A németek által kifejlesztett Spz-kr gépkarabélyhoz az Mk II tokját és néhány alkatrészét is felhasználták.
Szabvány Mark II:
- Teljes hossz: 762 mm
- Csőhossz: 197 mm
- súly: 3,2 kg

### Mark II (Kanada)
A második világháború alatt a Sten géppisztoly egy változatát a Long Branch Arsenal gyártotta az ontario-i Long Branch-ban. Ez a típus nagyon hasonlított az alap Mark II-re, válltámasza azonban eltért, a gyártás minőségét is javították. Először az 1942-es dieppe-i rajtaütés során használták.

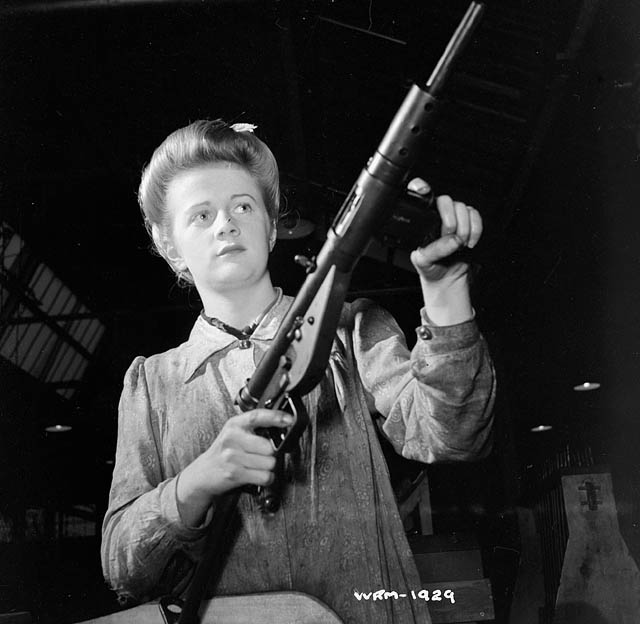
Egy munkásnő pózol a Sten Mk II-vel a gyárban, 1942. május 26.

Kanadai Mark II:
- Teljes hossz: 896 mm
- Csőhossz: 198 mm
- Súly: 3,8 kg

### Mark III
Ez az egyszerű kivitelű fegyver volt a második leggyakoribb változat az Mk II után. Az Mk III az Mk I leegyszerűsítése, melyet Kanadában és az Egyesült Királyságban is gyártottak. A Lines Bros Ltd volt a legnagyobb gyártó. Az Mk II-höz képest a legnagyobb eltérés a tok, kivetőnyílás és a csőburkolat egyesítése volt. Német jelölése az MP.750(e) volt.

### Mark IV
Az Mk IV egy kisebb változat, amely nem jutott túl a prototípus állapoton. Közel pisztoly-méretű, ellátták lángrejtővel, hátsó pisztolymarkolattal és nagyon könnyű válltámasszal, rövidebb fegyvercsővel.

### Mark V

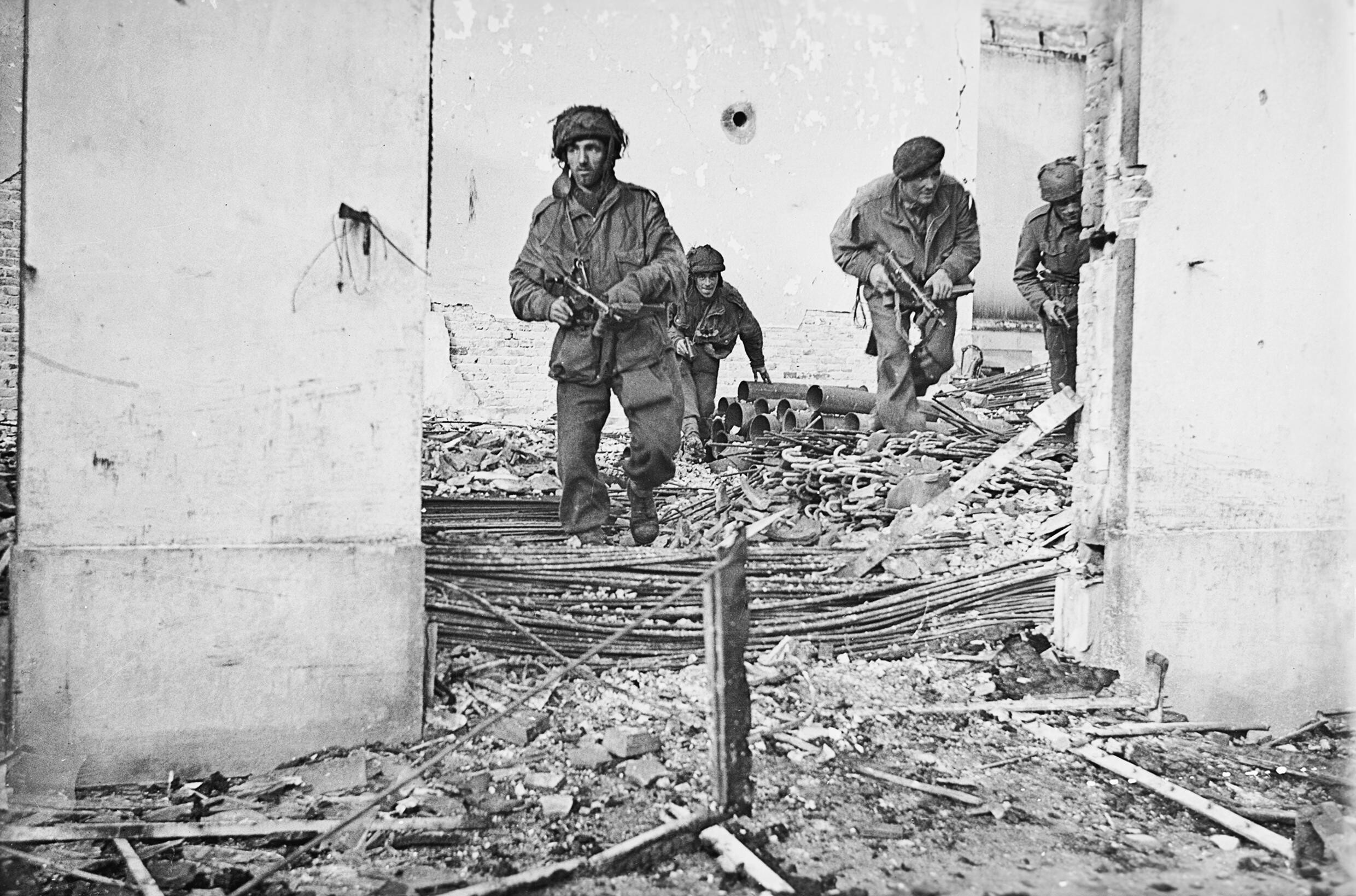
Brit ejtőernyősok Oosterbeeknél a Market Garden hadművelet során, Sten Mk V géppisztolyokkal felszerelve.

1944-ben rendszeresítették, minősége meghaladta a korábbi változatokét, az Mk II alaposabban megmunkált változata. Ellátták fából készült első és hátsó pisztolymarkolatokkal, fatusával és szurony rögzítési ponttal. A fegyverre a négyes számú Lee Enfield puska első irányzékát szerelték. Az ejtőernyősök számára speciális tölténytartót készítettek, amelybe hét darab betöltött tárat helyezhettek.
Egy másik változatot forgatható válltámasszal és különleges hátsó irányzékkal láttak el, mellyel városi harc során sarkokból lőhettek a fegyverrel, hasonlóan a németek által kifejlesztett Krummlaufhoz, melyet az StG 44-hez fejlesztettek ki. Az ötlet modern adaptációja a CornerShot.

### Mark VI
- Teljes hossz: 908 mm
- Csőhossz: 198 mm
- Súly: 4,5 kg

### Hangtompított típusok
Az Mk IIS és Mk VI típusok (néha 6(s) jelöléssel említve) beépített hangtompítóval készültek, csőtorkolati sebességük alacsonyabb volt más típusokhoz képest (305 m/s), hogy a kilőtt lövedékek ne érjék el a hangsebességet. A hangtompító hamar felforrósodott, így vászonból készült burkolattak látták el, hogy megvédjék a használó katona kezét.
Az Mk IIS, ahogy a jelölése is mutatja, az Mk II hangtompított változata. Zsákmányolt példányait a németet MP.751(e) jelöléssel helyezték hadrendbe.
Az Mk VI az Mk V hangtompított változata. Az Mk VI a legnehezebb változat a felszerelt hangtompító miatt. Ellátták még fából készült pisztolymarkolattal és fatusával is.
A hangtompított változatokat a Special Operations Executive (SOE) megrendelésére gyártották, hogy titkos küldetésekhez használják Európa megszállt területein. Az első Mk IIS 1943-ban került a katonákhoz. A túlhevülésre való hajlamosságuk miatt kisebb sorozatokat vagy csak egyes lövéseket adtak le vele.
Az európai hadszíntér mellett a Csendes-óceánon is használták a japán erők ellen.
A Sten Mk IIS típust az ausztrál Special Air Service (SAS) a vietnámi háború alatt is használta.

### Külföldi változatok és háború utáni leszármazottak

#### Argentin Sten
A Sten Mk II-eseket licenc alapján gyártotta Argentínában a Pistola Hispano Argentino, melyet az elsütő billentyű előtt elhelyezkedő fából készült markolat alapján lehet felismerni. Jelölése a Modelo C.4. Egy másik változat a .45-ös kaliberű Ballester-Molina pisztoly pisztolymarkolatával készült.

#### Francia Sten
A francia Gnome et Rhône R5 Stent a Gnome et Rhône motorkerékpár és repülőgépmotor gyártó készítette, amely elülső pisztolymarkolattal és fatusával készült, legnagyobb továbbfejlesztése pedig a zárbiztosító volt.

#### Norvég Sten
A németek által elfoglalt Norvégiában a Bror With vezette ellenállás nagy számban készített Sten géppisztolyokat, amelyekkel a Milorg hadsereget szerelték fel.

#### Dán Sten
A dán ellenállás egyes csoportjai készítettek saját Sten géppisztolyokat. A BOPA nagyjából 200 darabot készített kerékpár javító műhelyekben. A Holger Danske nagyjából 150 darabot gyártott copenhagen-i műhelyében, míg a Monberg & Thorsen cég alkalmazottjai hozzávetőleg 200-300 darabot gyártottak.

#### Lengyel Sten

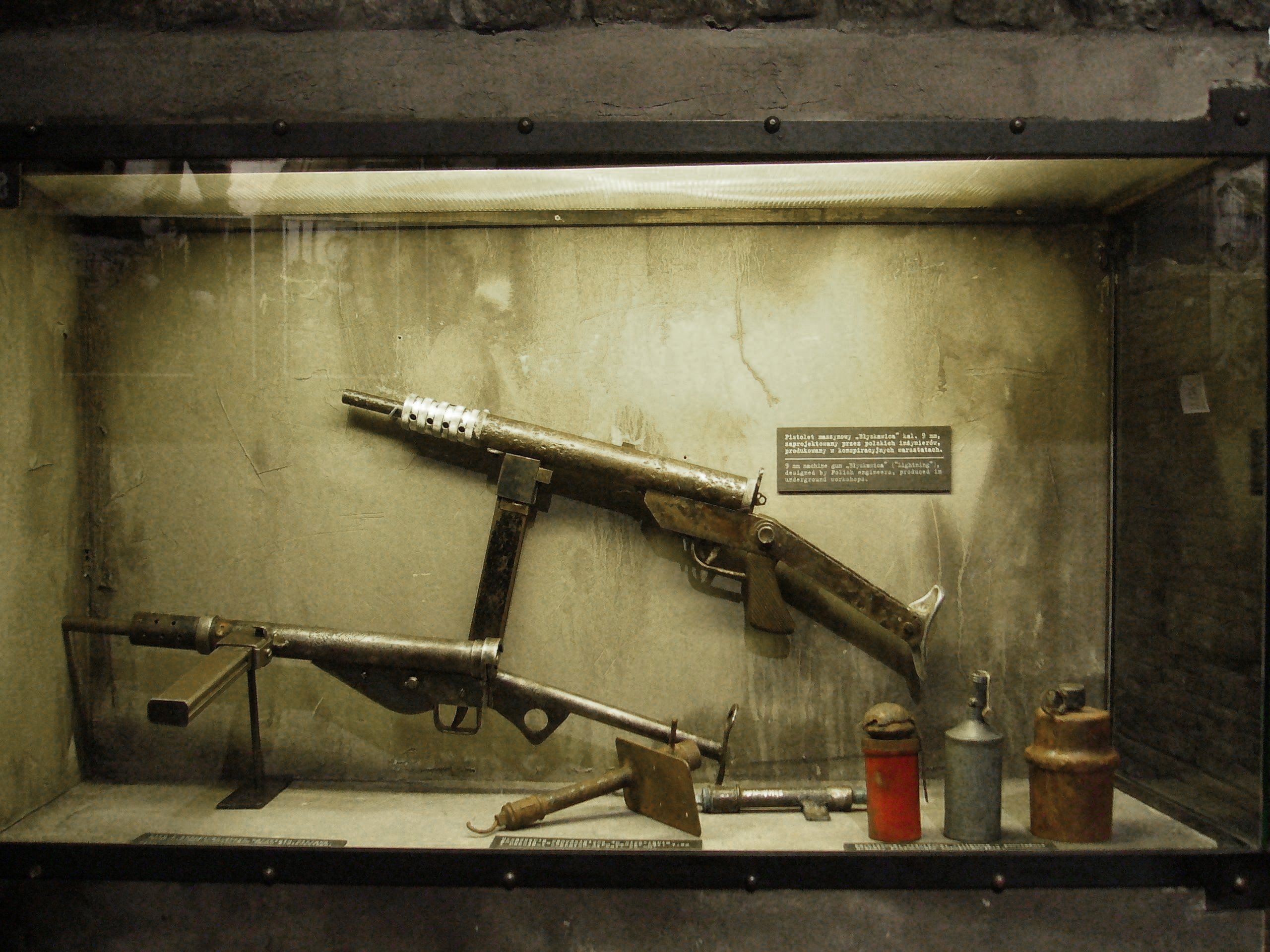
Błyskawica és lengyel Sten a Varsói felkelés múzeumban kiállítva.

A lengyel felkelőket számos Sten géppisztollyal látta el a SOE és a Cichociemni. 1942 és 1944 között nagyjából 11 000 Sten Mk II-est juttattak az Armia Krajowának. Az egyszerű szerkezet miatt Lengyelországban legalább 23 földalatti műhelyben gyártottak Sten változatokat. Néhány ezek közül a Mark II másolata, mások az úgynevezett Polski Sten és KIS típusok voltak. A Ryszard Białostocki irányítása alatt Varsóban gyártott Stenek részben eredeti alkatrészekből készültek hivatalos gyárakban. A géppisztoly tokja egy hidraulikus hengerből készült, melyet eredetileg kórházi felszereléshez gyártottak. Minden elkészült géppisztolyt angolul jelöltek meg, hogy leplezzék eredetüket. A Sten géppisztolyok fegyvercsövét a Lengyelországban gyártott Błyskawica géppisztolyokhoz is felhasználták.

#### Gerät Potsdam
Az 1944-es év végén a német Mauser cég titokban Mk II Sten géppisztolyok másolatait kezdte gyártani eredetileg szabotázsakciókhoz. A fegyvert igyekeztek minél inkább az eredetihez hasonlónak megalkotni, még a jelöléseket is lemásolták. A fegyvereket a Gerät Potsdam (Potsdam Eszköz) név alatt említették, és hozzávetőleg 28 000 darabot gyártottak belőle – habár a németek bőségesen rendelkeztek zsákmányolt eredeti Sten géppisztolyokkal is.

#### Maschinenpistole 3008
Az 1945-ös év elején Németország az MP 40 olcsó változata után kutatott, amivel felszerelheti a Volkssturm egységeit. Ebből a célból a Mauser módosított Sten géppisztoly kifejlesztésébe kezdett, melyet a Maschinenpistole 3008 néven rendszeresítettek. A fő különbség az, hogy a tárat alulról kell a fegyverbe illeszteni. Összesen közel 10 000 darabot gyártottak a második világháború végéig.

#### Austen Mk I
A Mark I Austen (Australian Sten) egy 9 mm-es ausztrál géppisztoly volt, melyet a második világháború alatt fejlesztett ki a Lithgow Small Arms Factory a brit Sten géppisztolyból. Belülről megegyezik a Sten géppisztollyal, de két pisztolymarkolattal és a német MP 40-hez hasonló behajtható válltámasszal készült. Egy Mk II változat is készült eltérő külsővel. Nagyjából 20 000 darab készült, de az Austen sosem volt olyan sikeres, mint az ausztrál-tervezésű Owen géppisztoly.

#### Imperia géppisztoly
A második világháború után a belga hadsereg nagy számban rendelkezett brit és amerikai géppisztolyokkal. A hadsereg ezek leváltását szerette volna modern és helyben gyártott típussal, így több tervezetet kipróbáltak, de végül a Vigneron M2 és a licenc alapján gyártott FN Uzi mellett döntöttek. Az Imperia egy továbbfejlesztett Sten volt tűzváltókarral és betolható válltámasszal.

#### Sputter Gun
A rövid életű amerikai találmány, a Sputter Gun a gépfegyverekre vonatkozó törvény kijátszására készült. A Sputter Gunt nem látták el elsütőbillentyűvel, miután betöltötték a fegyvert és hátrahúzták a zárat, a fegyver addig tüzelt, amíg ki nem fogyott a lőszerből. A fegyver rövid életű volt, mivel hamar átosztályozták.

#### Halcón ML–57
A Halcón ML–57 a Sten egy egyszerű leszármazottja, melyet Argentínában gyártottak vertikálisan behelyezhető tárral.

#### International Ordnance MP2
Az 1970-1980-as évek folyamán a San Antonió-i International Ordnance kifejlesztette MP2 géppisztolyát. A brit Sten egy egyszerűbb, kompaktabb változata, melyet beépített „baráti” erőknek szántak városi gerillaakciókhoz, olcsó gyárthatósággal és kevésbé felszerelt műhelyekben való előállításhoz. A második világháborús FP–45 Liberator pisztolyhoz hasonlóan, ha menekülés közben megválnak a fegyvertől, az nem minősül fontos veszteségnek. Az MP2 tömegzáras fegyver, amely nyitott zárból tüzel extrém magas tűzgyorsasággal.

#### Cellini Dunn SM–9
Az SM–9 géppisztolyt a Cellini-Dunn gyártotta Guatemalában. Tömegzáras hátrasiklású, nyitott zárból tüzel és használható hozzá a MAC–10 géppisztoly tölténytárja is. A tok kivitele egyszerűbb a Stenétől, belső alkatrészei pedig könnyebbek, így tűzgyorsasága igen magas. Első pisztolymarkolatába egy tartalék tárat lehet helyezni.

#### Pleter 91
A Pleter 91 géppisztolyt 1991-ben fejlesztették ki Jugoszlávia felbomlása után. Az újonnan létrejött Horvát Köztársaság kevés lőfegyverrel rendelkezett, amelyekre a kibontakozó háborúban nagy szüksége volt. Mivel embargó tiltotta fegyverek eladását Horvátországnak, így helyileg gyorsan gyártható egyszerű fegyverek tervezésébe kezdtek.
A 32 töltényt befogadó tárat, amelyet az UZI tárjának másolata, vertikálisan lehetett a fegyverbe helyezni. A géppisztoly nyitott tárból tüzelt, a további egyszerűsítések végett pedig elhagyták a tűzváltókart és a biztosítót.

#### SaskSten
A kanadai SMG International hat változatban gyártotta a Sten reprodukcióját. Ezek között volt az Mk I*, Mk II és Mk III, egy forgótáras Sten (egy Mk II csigatárral, a fegyver bal oldalán vízszintes elülső pisztolymarkolattal), az „Új-Zéland Sten” (egy Mk II/III Sten hibrid) és az „FRT Gun” (hosszúcsövű Sten fatusával, csigatárral).

## Szolgálat
A STEN géppisztolyt, különösen a Mark II változatot egyaránt szerették és gyűlölték. A kor többi lőfegyveréhez képest különös megjelenése és gyakran megkérdőjelezhető megbízhatósága miatt a katonák között népszerűtlen volt. Sok gúnynevet aggattak a fegyverre, köztük szerepelt a „Plumber's Nightmare”, „Plumber's Abortion”, vagy „Stench Gun”. A Sten előnye az egyszerű tömeggyárthatósága volt, ami a nagy háború alatt életbevágóan fontosnak bizonyult.
Gyártását különféle gyárakban, alvállalkozók műhelyeiben végezték, a korai példányok egy része a specifikációtól eltérő alkatrészekből készült, így gyakoriak voltak az elakadások, amik sokszor a legrosszabb pillanatban történtek. A kétsoros tárakkal sosem voltak megelégedve. A brit és nemzetközösségi katonák a háború első éveiben sokat gyakoroltak fegyverükkel, hogy kiselejtezhessék a rossz példányokat; de bevetés előtt új példányok beszerzése sem volt jó ötlet.
Az Mk II és Mk III típusokra gyakran panaszkodtak a katonák, hogy felhúzott állapotban véletlenszerűen elsülnek, ha leejtik vagy csak a földre teszik. Más esetben egyeslövésre állított fegyverek sorozatlövéseket adtak le, vagy sorozatlövésre állítva adtak le egyes lövéseket. Ez a hiba főleg a korai Stenekre volt igaz, melyeket bronz zárral készítettek.
Egy jól karbantartott (és hibátlanul működő) Sten géppisztoly pusztító közelharci fegyver. A brit és nemzetközösségi erőkön kívül gyakran dobtak le repülőkről ellenállóknak és partizánoknak is a megszállt Európában. Keskeny profiljuk és könnyű össze/szétszerelhetőségük miatt könnyen el lehetett rejteni őkek, így kitűnően megfeleltek a gerilla harcmodorhoz. A fegyvercső vizes ronggyal való körbetekerése felhangosította a fegyvert, megtévesztve az ellenséget, mintha géppuskával tüzelnének rájuk. Az európai gerillák igazi szakértői lettek a Sten géppisztolyok helyi gyártásának, módosításának és javításának (a megszállt Lengyelországban több, mint 2000 Stent és nagyjából 500 Błyskawica géppisztolyt gyártottak).
1942-1945 között Fülöp-szigeteki gerillaharcosok is használták a Stent a japán megszállók ellen.
A Sten géppisztolyokat az olasz fronton nem használták a hozzá való lőszer elégtelen ellátása miatt, mivel az amerikai katonák .45 ACP lőszerrel működő fegyvereket használtak, a korlátozott szállítási kapacitás miatt pedig nem szállítottak 9 mm-es lövedékeket.
A Stent még a koreai háborúban is bevetették a brit kommandósok. Az 1960-as évekre lassan kivonták a hadrendből és a Sterling géppisztollyal kezdték el felszerelni katonáikat; Kanadában a C1 géppisztoly lett a váltótípus.
Az 1948-as arab-izraeli háború idején a Sten volt azon kevés fegyverek egyike, melyet Izrael helyben tudott gyártani. Az ellenséges erők is használtak Sten géppisztolyokat, de azok mind brit gyártmányok voltak.
Az 1950-es években a brit hadseregben bevezették az „L számozást” a fegyvereknél – ezt követően a Sten géppisztolyok az L50 (Mk II), L51 (Mk III) és L52 (Mk V) típusjelet kapták.
A vietnámi háborúban az amerikai különleges erők kis számban használtak hangtompított Steneket.
A második kínai–japán háborúban és a kínai polgárháborúban mind a nacionalisták, mind a kommunisták használtak Sten géppisztolyokat. Néhányat ezek közül a kommunisták átalakítottak 7,62×25 mm-es lőszer használatára – a tárfoglalatot kicserélték a PPSZ géppisztolyéra, hogy használhassák annak íves tárjait. Egy ilyen átalakított példány megtekinthető a londoni Imperial War Museum-ban.
Az 1950-es években a finn hadsereg kapott a Sten géppisztolyból, elsősorban az Mk III változatból. A Kuopio Arsenalnál felújították a fegyvereket. A finn hadseregben csak korlátozottan használták a Stent, főleg a sorkatonák kapták meg, de legnagyobb részüket raktárkészletbe helyezték, hogy későbbi mozgósítás esetén használhassák a fegyvereket.

## Alkalmazók
- Albánia – a második világháború alatt az albán nemzeti felszabadító hadsereg használta, melyet az SOE látott el fegyverekkel
- Amerikai Egyesült Államok – a vietnámi háború alatt különleges erők használtak hangtompított Sten géppisztolyokat
- Ausztrália
- Banglades
- Belgium
- Ciprus
- Dél-afrikai Köztársaság[22]
- Egyesült Királyság
- Finnország
- Franciaország – a második világháború alatt a szabad francia erők, francia ellenállók és az ellenállóktól elkopzott fegyvereket a németbarát francia milícia használta
- Fülöp-szigetek – gerillák használták a második világháború alatt
- Görögország
- Harmadik Birodalom – a második világháború alatt zsákmányolt Sten géppisztolyokat és saját másolatokat is használtak
- Hollandia
- India
- Indonézia – az indonéz függetlenségi háborúban használták
- Izrael – az izraeli függetlenségi háborúban használták
- Japán – a Yakuza használta az 1940-es években
- Jordánia
- Jugoszlávia
- Kanada
- Kenya
- Kína
- Lengyelország
- Luxemburg
- Malajzia
- Málta
- Nigéria[23]
- Norvégia
- Olaszország – felkelők és fasiszta katonák is használták
- Pakisztán
- Portugália
- Tajvan
- Törökország
- Új-Zéland
- Vietnám

## Fordítás
- Ez a szócikk részben vagy egészben  a   Sten című angol Wikipédia-szócikk ezen változatának fordításán alapul.  Az eredeti cikk szerkesztőit annak laptörténete sorolja fel. Ez a jelzés csupán a megfogalmazás eredetét és a szerzői jogokat jelzi, nem szolgál a cikkben szereplő információk forrásmegjelöléseként.